# Absturz einer Cessna 425 in den Bodensee
Beim Absturz einer Cessna 425 in den Bodensee am 24. Januar 1994 starben fünf Menschen. Die Chartermaschine stürzte beim Landeanflug auf St. Gallen-Altenrhein in den Bodensee. Der Absturz ist bemerkenswert durch die angebliche Verstrickung der Passagiere in den Waffenhandel.

## Hintergrund
An Bord der Cessna 425 waren der Pilot Rudi Wierschem, der Berliner Geschäftsmann Josef Rimmele, der ehemalige DTSB-Präsident Klaus Eichler, zwei Bardamen sowie ein Hund. Rimmele und Eichler charterten die Maschine für einen Flug von Prag nach Paris mit Zwischenstopp in Altenrhein. Gegen Rimmele lag in Deutschland ein Haftbefehl wegen Baubetrugs und Steuerdelikten vor. Beide Geschäftsmänner standen unter Beobachtung der Polizei aufgrund ihrer Verstrickung in den Handel mit Waffen und radioaktivem Material.

## Absturz
Am 24. Januar befand sich das Flugzeug im Landeanflug auf den Flugplatz von Altenrhein. Nachdem die Maschine vom Radarschirm verschwunden war, wurde sofort eine Rettungsaktion veranlasst. Aufgrund der widrigen Wetterumstände konnte in den ersten beiden Tagen nur eingeschränkt nach der Maschine und den Insassen gesucht werden, an den beiden Folgetagen musste die Suche wegen starker Winde ganz eingestellt werden. Erst eine gute Woche nach dem Absturz wurde die Maschine geortet. Bei der Suche kam ein Tauchroboter zum Einsatz. Die Maschine wurde am 8. Februar 1994 von dem bemannten Forschungstauchboot Jago aus 159 Meter Tiefe geborgen. Trotz intensiver Suche wurden nur die Leichen von drei der fünf Insassen gefunden: Der Pilot, eine der beiden Frauen und der Hund blieben verschollen. Gemäss den zuständigen Behörden hatten die Insassen im kalten Wasser keine Überlebenschancen.
Bei den Untersuchungen stellte sich heraus, dass die Landeklappen vollständig eingefahren waren. Dies sei unüblich bei einer geplanten Landung oder bevorstehenden Notwasserung. Die Staatsanwaltschaft ging daher von einem Pilotenfehler aus.
Die mit der Untersuchung betraute deutsche Flugunfalluntersuchungsstelle erstellte keinen Unfallbericht.

## Schmuggelverdacht
Rimmele und Eichler standen bereits zuvor unter Beobachtung der Polizei in Deutschland und der Schweiz. Sie hatten Kontakte zu Waffenhändlern in Riga, Lettland und zu einem Zwischenhändler in Liechtenstein, der den Geheimdiensten bekannt war. Ende 1993 wurde Eichler von seinen litauischen Partnern aufgrund eines Zahlungsstreits gefangen gehalten. Rimmele organisierte mit ehemaligen Personenschützern der DDR-Führung eine Befreiungsaktion. In der Folge wurden Reisetätigkeiten zwischen Riga, Prag, der Schweiz, Paris und China beobachtet.
Die Biografie der beiden Berliner Geschäftsleute veranlasste die Behörden zu dem Verdacht, dass die Maschine radioaktives Material befördert haben könnte. Nach der Bergung stellte sich dies als unzutreffend heraus. Jedoch bestand in der Öffentlichkeit Sorge, da der Bodensee ein Trinkwasserspeicher ist und der Rhein mehrere Millionen Menschen mit Trinkwasser versorgt. Es gab Berichte über eine Verbindung zwischen osteuropäischen Waffenlieferanten und chinesischen Käufern sowie über einen bevorstehenden Geschäftsabschluss.

### Medienecho
Das Medienecho war ungewöhnlich für den Absturz eines Kleinflugzeugs und entsprach dem eines Grossereignisses. Nach Angaben der Schweizer Polizei waren über 100 Pressevertreter anwesend, um über die Suche, Bergung und Situation vor Ort zu berichten. Die deutsche Bild-Zeitung titelte «Atomhändler der Russenmafia» und spekulierte über «70 Kilo Atom im Bodensee?». Da die Beteiligten zuvor durch den Schmuggel des nicht radioaktiven Cäsium-133 bekannt geworden waren, hat eine mögliche Verwechselung mit dem strahlenden Cäsium-137 zu diesem Medienecho geführt.
Es wurden weitere Vermutungen angestellt, dass die Beteiligten den Unfall absichtlich herbeigeführt hätten, um sich einer Strafverfolgung zu entziehen. Der Fund von drei der fünf Insassen widerlegte diese Spekulationen.